# Lonicera japonica
Il caprifoglio giapponese (Lonicera japonica Thunb., 1784) è una pianta appartenente alla famiglia delle Caprifoliaceae.

## Descrizione
È un arbusto di medie dimensioni dai fiori profumati.

## Distribuzione e habitat
Originario dell'Asia orientale (Cina, Giappone, Corea, Manciuria, Taiwan).

## Usi
Viene spesso coltivato come pianta ornamentale.
Il caprifoglio giapponese è utilizzato nella medicina tradizionale cinese.